# Leão do Norte (álbum)
Leão do Norte é o 17º álbum da cantora brasileira Elba Ramalho, lançado em 1996. É o primeiro álbum da cantora pela gravadora BMG.
Destacam-se a faixa-título, com participação de Lenine, e as canções "Onde Tu Tá Neném" e "Treze de Dezembro", esta última um chorinho instrumental de Luiz Gonzaga e Zé Dantas, que ganhou letra de Gilberto Gil em homenagem ao Rei do Baião.

## Faixas
1. Onde Tu Tá Neném (Luiz Bandeira) - 4:05
2. Xodó Beleza (Cecéu) - 3:04
3. Leão do Norte (participação especial: Lenine) (Lenine, Paulo César Pinheiro) - 4:02
4. Chão de Giz (Zé Ramalho) - 4:33
5. Béradêro (Chico César) - 4:55
6. Treze de Dezembro (participação especial: Conjunto Época de Ouro e Dominguinhos) (Luiz Gonzaga, Zé Dantas, Gilberto Gil) - 2:45
7. Na Base da Chinela (Jackson do Pandeiro, Rosil Cavalcanti) - 4:20
8. Canoeiro (Dorival Caymmi) - 3:24
9. Parceiro das Delícias (Geraldo Azevedo, Capinam) - 3:45
10. Eu Vou Até de Manhã (participação especial: Boca Livre) (Lauro Maia) - 3:50
11. Estrada do Canindé (Luiz Gonzaga, Humberto Teixeira) - 3:39
12. A Paisagem (Dominguinhos, Manduka) - 3:50
13. Estrela Miúda (João do Vale, Luiz Vieira) - 3:50
14. Sim, Foi Você (Caetano Veloso) - 3:30
15. Frevos: Evocação Nº 1 (Nelson Ferreira) / Frevo Nº 1 do Recife (Antônio Maria) / Oh! Bela (Capiba) / Sou Eu Teu Amor (Alceu Valença, Carlos Fernando) - 5:32

## Músicos participantes
- Robertinho de Recife: arranjos, guitarra, violão, baixo, guitarra 12 cordas, guitarra portuguesa, viola e sitar
- Zé Américo Bastos: arranjos e acordeom
- Lenine: arranjos e violão
- Marquinhos: guitarra
- Ciro Cruz e Jacaré: baixo
- Renato Massa: bateria
- Luiz Antônio: teclados e arranjos
- Firmino e Paulinho He-Man: percussão
- Dominguinhos e Cesinha: acordeom
- Dino: violão de 7 cordas
- Paul de Castro: violino
- Milton Guedes: sax
- Lélio Penha: trombone
- Juarez Antonio: clarinete
- Elba Ramalho, Roberta Little, Lucy Louro, Valéria Mariano, Naná, Marcelo Zabor: vocais de apoio

### Participações especiais
- Lenine: voz e violão em "Leão do Norte" e "Canoeiro"
- Zé Ramalho: violão de aço em "Chão de Giz"
- Geraldo Azevedo: violão de nylon em "Chão de Giz"
- Grupo Época de Ouro: arranjo e instrumentos em "Treze de Dezembro"
- Dominguinhos: acordeom em "Treze de Dezembro"
- Boca Livre: vocais em "Eu Vou Até de Manhã"
- Banda Pinguim: arranjo de metais em "Frevos"

## Créditos
- Produzido por Robertinho de Recife
- Direção artística: Sérgio de Carvalho
- Coordenação de produção: Cláudia André
- Assistentes de produção: Fatinha, Jacaré e Cassinha
- Gravado e mixado no Studio Lagoa RJ
- Técnicos de gravação: Leco, Robertinho e Jacaré
- Mixagem: Leco e Robertinho
- Masterização: Visom Digital, exceto "Chão de Giz" masterizada no Magic Master
- Capa: Luiz Stein
- Fotos: Ernesto Baldan
- Maquiagem: Ton Hill
- Assistente de arte: Daniel de Souza